# Tianguistongo
Tianguistongo är en ort i Mexiko, tillhörande kommunen Hueypoxtla i norra delen av delstaten Mexiko. Orten hade 2 047 invånare vid folkräkningen 2010.